# Talcher
 (juin 2024).
Si vous disposez d'ouvrages ou d'articles de référence ou si vous connaissez des sites web de qualité traitant du thème abordé ici, merci de compléter l'article en donnant les références utiles à sa vérifiabilité et en les liant à la section « Notes et références ».
Talcher est une ville située dans l'état de l'Orissa en Inde. Selon le recensement de l'Inde de 2011, la ville compte une population de 40 841 habitants.
Près de la ville se situe un site industriel important, comprenant en particulier une usine de fabrication d'eau lourde et une usine d'engrais. La centrale électrique est équipée d'une turbine à combustion qui fut une des premières au monde à brûler du naphta.